# Leo Grebler
Leo Grebler (geboren 25. April 1900 in Berlin; gestorben 2. April 1991 in Los Angeles) war ein deutschamerikanischer Ökonom.

## Leben
Leo Grebler war der jüngste Sohn des Kaufmanns Abraham Joel Grebler und der Sarah Margulies, er hatte vier Geschwister. Seine Eltern waren aus dem galizischen Kolomea nach Berlin gezogen. Grebler nahm 1919 das Studium der Philosophie und Nationalökonomie, zunächst in Teilzeit, an der Berliner Universität auf. 1924 ging er an die Universität Gießen und wurde 1926 bei Paul Mombert mit der Dissertation Das volkswirtschaftliche Problem der industriellen Absatzorganisation promoviert. Grebler arbeitete für zwei Jahre als Geschäftsführungsassistent einer Berliner Immobiliengesellschaft und nebenher auch für die „Enquete-Kommission zur Analyse der wirtschaftlichen Situation in Deutschland“. Ab 1929 arbeitete er als Journalist, zunächst beim Magazin der Wirtschaft und ab 1931 in der Wirtschaftsredaktion der Frankfurter Zeitung. 1935 wurde er als Jude entlassen und er emigrierte in die Schweiz, wo er seinen Aufenthaltsstatus mit einer Akkreditierung als Journalist beim Völkerbund sichern konnte. Er heiratete 1929 die Volkswirtin und Sozialarbeiterin Anne Marie Gerson, sie adoptierten 1945 Jean H. Quataert (1945–2021), die später eine bekannte Historikerin wurde.
Im Jahr 1937 emigrierte Grebler in die USA und erhielt 1942 die amerikanische Staatsbürgerschaft. Er arbeitete freiberuflich als Analyst, beim Federal Home Loan Bank Board, bei der National Housing Agency und als Berater für Wohnungs- und Stadtplanung bei den Vereinten Nationen. 
Im Jahr 1948 trat Grebler eine Professur für Raumordnung und Wohnungswesen an der Columbia University an. 1954 erhielt er eine Guggenheim Fellowship und analysierte den Wiederaufbau der kriegszerstörten europäischen Städte. 1955 bis 1957 war er im  Beraterstab des Council of Economic Advisers beschäftigt und 1957/58 im National Bureau of Economic Research. Grebler wurde 1958 als Professor for Real Estate and Urban Land Economics an die University of California, Los Angeles (UCLA) berufen und wurde dort 1966 emeritiert. Zusätzlich zu seiner Professur leitete er zwischen 1964 und 1968 an der UCLA ein Forschungsprojekt über die mexikanische Minderheit in den USA.

## Schriften (Auswahl)
- Das volkswirtschaftliche Problem der industriellen Absatzorganisation. Gießen, 1926
- Work creation policy in Germany : 1932–1935, International Labour Review, vol. 35 nr. 3 and 4, march, april 1937
- The cost of the World War to Germany and to Austria-Hungary. New Haven, Conn.: Yale Univ. Press, 1940
- Production of new housing: a research monograph on efficiency in production. New York: Social Science Res. Council, 1950
- Stabilizing residential construction: a review of the postwar test, in: The American economic review Bd. 39, Nr. 5, S. 898–910
- Europe’s Reborn Cities. Washington: Urban Land Inst., 1956
- Urban Renewal in European Countries: its emergence and potentials. Philadelphia: Univ. of Pennsylvania Pr., 1964
- Leo Grebler; Joan W. Moore; Ralph C. Guzmán: The Mexican-American people : the nation's second largest minority. New York: Free Press, 1970
- Leland S. Burns, Leo Grebler: The housing of nations: analysis and policy in a comparative framework. London: Macmillan, 1977
- Leo Grebler; Frank G. Mittelbach: The inflation of house prices: its extent, causes, and consequences. Lexington, Mass.: Lexington Books, 1979
- Leland S. Burns, Leo Grebler: The future of housing markets: a new appraisal. New York: Plenum Pr., 1986